# محافظ بدن
محافظ بدن (به انگلیسی: Body Guards) و (به ایتالیایی: Guardie del corpo) فیلمی محصول سال ۲۰۰۰ و به کارگردانی نری پارنتی است. در این فیلم بازیگرانی همچون کریستین دسیکا، ماسیمو بولدی، سیندی کرافورد، مگان گیل، انتسو سالوی، آنا فالکی، ویکتوریا سیلوستدت و سباستیانو لو موناکو ایفای نقش کرده‌اند.